# 世界大戰爭
世界大戰爭（せかいだいせんそう）是於1961年上映的日本東寶株式會社拍攝的一部科幻電影，敘述美蘇冷戰，美蘇兩國同盟展開戰爭，爆發第三次世界大戰。
本片票房收入約2億8490萬，為當年票房紀錄第9名。

## 劇情概要
第二次世界大戰已經結束16年了，但是大國之間的關係與政治糾紛沒有結束，因此分成聯邦營（資本主義）和同盟營（共產主義）兩大派別，韓戰結束後南北韓協定北緯38度線為界，雖是這樣，蘇聯對美國的核子戰爭將會一觸即發，使得世界上所有人民都人心恍恍。電影前半的焦點聚焦在小人物田村茂吉一家，在外國記者會館擔任司機的茂吉腳踏實地的生活著，女兒紗榮子最近也與年輕船員高野訂下了婚約，但茂吉從會館熟識記者處聽到的國際緊張局勢的烏雲卻籠罩到了平凡的一家人頭上。
同盟營的艦隊在北太平洋進行演習，這時聯邦營的飛彈潛水艇突然進入同盟營的演習地區，和同盟軍潛艇產生衝突事件。兩方的飛彈基地也相繼引發誤射飛彈發射命令事件，因廣島與長崎的災難明白核戰恐怖的日本首相抱病奔走試圖調停，卻無濟於事，兩大陣營的緊張的氣氛終於爆發為全面戰爭。
隨著兩方空軍於北極白令海上空交戰並使用空對空核子飛彈，更多的飛彈被發射，全面核戰爭開始了。在民眾倉皇逃出東京的末日前夕，選擇留下的茂吉一家聚在一起吃了最後的晚餐。紗榮子用新學會的摩斯電碼向愛人發出了訣別電報，茂吉則悲傷的向著夕陽吼著自己尚未完成為母親蓋新房、為女兒辦婚禮、送兒子上大學的的願望...
最後，東京以及各國城市均在核武器的爆炸中成一片死寂的焦土,東京更因核彈誘發了富士山爆發而被岩漿吞沒。高野所在的商船接到消息與紗榮子的電報，最後仍決定冒死航回輻射瀰漫的東京。電影最後在以成為巨大隕石坑狀廢墟的東京為背景打出的警世標語中結束。

## 特攝技術
特技導演圓谷英二運用的特攝技術，拍攝東京，紐約，倫敦，巴黎，莫斯科等城市被核導彈毀滅的高潮場景，使用壓縮空氣吹下狂風，製造出天旋地轉的場景，相當完美，往後日本許多的特攝電影，皆是運用此片的爆炸鏡頭進行剪接。
而在國會大廈沉入岩漿中，運用電影「空中大怪獸拉頓」所用過的將融化的鐵水下去拍攝，打造出世界核戰浩劫後的壯觀場面

世界大戰爭劇照

## 演員列表

### 日本方面
- 田村茂吉：フランキー堺
- 高野：寶田明
- 田村冴子：星由里子
- 早苗：白川由美
- 茂吉之妻阿由：乙羽信子
- 江原：笠智衆
- 記者沃特金斯：傑里伊藤
- 笠置丸船長：東野英治郎
- 烤地瓜攤販：織田政雄
- 石橋：野村浩三
- 新聞播報員：池谷三郎

### 日本內閣
- 總理大臣：山村聰
- 外務大臣：上原謙
- 法務大臣：土屋詩郎
- 文部大臣：生方壯兒
- 官房長官：中村伸郎
- 防衛長官：河津清三郎

### 東京飛彈防衛司令部
- 東京飛彈防衛部司令：高田稔
- 東京飛彈防衛部將校：桐野洋雄/宇野晃司

### 聯邦國方面
- 聯邦軍參謀：霍華德拉森
- 聯邦軍導彈發射司令：哈樂德·康韋

### 同盟國方面
- 同盟軍司令：埃德·基恩
- 同盟軍通信員：奧斯曼·優素福

## 製作人員
- 監製：田中友幸
- 導演：松林宗惠
- 特技導演：圓谷英二